# Jean-Louis Maxan
Jean-Louis Maxan est un artiste peintre haïtien né le 17 mars 1966 à Jérémie (Haïti) et vivant à Port-au-Prince.
Après avoir été apprenti maçon et encouragé par deux peintres confirmés, ses cousins Henri et Eric Jean-Louis, il commence à peindre et développe rapidement son propre style. Cette découverte quasi autodidacte des arts plastiques, loin de tout académisme, peut le faire qualifier de peintre naïf. La culture vaudou et l'histoire d'Haïti sont ses principales sources d'inspiration. Selon les circonstances, il adopte deux approches bien distinctes : aux silhouettes humaines fantomatiques dont l'absence de perspective, la répétition des motifs ornementaux et les couleurs rappellent le style Saint Soleil, il oppose, à l'occasion d'événements sociaux qu'il entend décrire en « peintre journaliste visionnaire », un style surréaliste presque enfantin.
Maxan est soutenu par la galerie Marassa à Pétionville (Haïti) ; ses œuvres sont aussi présentées dans plusieurs espaces américains, et européens,,. Il fait partie de la collection permanente du musée allemand Charlotte Zander, à Bönnigheim. Il a participé à diverses expositions collectives, comme en France au Musée d'Aquitaine de Bordeaux pour l'exposition "Peintures haïtiennes d’inspiration vaudou", ou aux États-Unis à la "Haïti Art Expo"  dans le cadre de la célèbre foire internationale Art Basel Miami Beach 2010.
Maxan Jean-Louis parle de lui-même et son art dans l'installation multimédia du 2014 de Patricia Goodrich appelé « Voices & Visions. Artists of Haïti ».

## Expositions
- Allemagne, 1997 : Revolution und Krieg, Museum Charlotte Zander, Bönnigheim
- Haïti, 2005 : La vie lakaye, Musée d’art du collège Saint Pierre, Port au Prince
- Haïti, 2005 : Œuvres de Wittenberg Sully, Pasko, Marvin Victor, Maxan Jean-Louis et Magda Magloire[13], galerie Marassa[4], Port au Prince
- Haïti, 2005 : Œuvres de Jean-Louis Maxan, Institut Français[14], Port au Prince
- Brésil & USA, 2005/6 : Encontros e reencontros na arte naif : Brasil – Haiti / Rencontres et retrouvailles dans l’art naïf : Brésil – Haïti / Encounters and reenconounters in Naïve art : Brasil – Haïti[15], Centre culturel de la banque du Brésil, Brasilia (2005) ; Fondation Armando Alvares Penteado, Sao Paulo (2005) ; siège des Nations unies, New York (2005) ; siège de l’Organisation des Etats Américains, Washington (2006), Musée Saint-Pierre, Port au Prince (2006)
- Grande Bretagne, 2007 : Beyond Voodoo : art from Haiti[16], Alva Gallery, Londres
- France, 2007 : Peintures haïtiennes d’inspiration vaudou[3], Musée d'Aquitaine, Bordeaux
- Haïti, 2008/9 : Du naïf au contemporain[17], œuvres de Jean-Louis Maxan & Payas, Institut français d'Haïti, Port au Prince
- USA, 2010 : Haïti Art Expo 2010[11], Miami
- USA, 2011 : Exhibition of contemporary haitian art and handcrafts, MiMo Art Gallery, Miami
- Haiti, 2011 : La santé de ma famille - concours de fresques murales, Organisation mondiale de la santé, Port-au-Prince
- Haïti, 2012 : Pierre-Sylvain Augustin dit Payas et Jean-Louis Maxan, Alliance française[18], Jacmel
- France, 2013 : Haïti mevey[19], Art contemporain Sèvres, mairie de Sèvres
- Haiti, 2013 : Touche Mystérieuse, la Mairie de Petion-Ville, Port-au-Prince
- USA, 2014 : MELI MELO : Contemporary Art in Haiti, Washington, DC[20]
- Roumanie, 2014 : Tabara Internationala de Arta Plastica Inter-Art 2014 International ArtCamp editia XIXth edition, Aiud[21]
- USA, 2014 : Meli Melo: Contemporary Art of Haiti, Payne Gallery, Bethlehem, PA[22]

## Filmographie

### Télévision
- New Arts Alive, téléfilm de 2014 réalisé par New Arts Program et Berks Community Television[23]